# Kevin Malget
Kevin Malget (Wiltz, 15 de enero de 1991) es un futbolista luxemburgués que juega en la demarcación de defensa para el F. C. Wiltz 71 de la División de Honor de Luxemburgo.

## Selección nacional
Tras jugar en la selección de fútbol sub-17 de Luxemburgo, la sub-19 y en la sub-21, finalmente el 4 de junio de 2010 hizo su debut con la selección absoluta en un encuentro amistoso contra las Islas Feroe que finalizó con un resultado de empate a cero. Su primer gol para la selección llegó contra Albania el 4 de junio de 2017.

### Goles internacionales
| # | Fecha                   | Estadio                                      | Oponente | Gol | Resultado | Competición                      |
| - | ----------------------- | -------------------------------------------- | -------- | --- | --------- | -------------------------------- |
| 1 | 4 de junio de 2017      | Estadio Josy Barthel, Luxemburgo, Luxemburgo | Albania  | 2–1 | 2-1       | Amistoso                         |
| 2 | 8 de septiembre de 2018 | Estadio Josy Barthel, Luxemburgo, Luxemburgo | Moldavia | 1–0 | 4-0       | Liga Naciones de la UEFA 2018-19 |

## Clubes
| Club                   | País       | Año       | Partidos | Goles |
| ---------------------- | ---------- | --------- | -------- | ----- |
| Alemannia Aachen II    | Alemania   | 2009-2011 | 10       | 1     |
| F91 Dudelange          | Luxemburgo | 2011-2019 | 147      | 14    |
| R. E. Virton           | Bélgica    | 2019-2020 | 21       | 1     |
| F. C. Swift Hesperange | Luxemburgo | 2020-2023 | 60       | 3     |
| F. C. Wiltz 71         | Luxemburgo | 2023-     |          |       |

## Palmarés

### Campeonatos nacionales
| Título                          | Club                   | País       | Año  |
| ------------------------------- | ---------------------- | ---------- | ---- |
| División Nacional de Luxemburgo | F91 Dudelange          | Luxemburgo | 2012 |
| Copa de Luxemburgo              | F91 Dudelange          | Luxemburgo | 2012 |
| División Nacional de Luxemburgo | F91 Dudelange          | Luxemburgo | 2014 |
| División Nacional de Luxemburgo | F91 Dudelange          | Luxemburgo | 2016 |
| Copa de Luxemburgo              | F91 Dudelange          | Luxemburgo | 2016 |
| División Nacional de Luxemburgo | F91 Dudelange          | Luxemburgo | 2017 |
| Copa de Luxemburgo              | F91 Dudelange          | Luxemburgo | 2017 |
| División Nacional de Luxemburgo | F91 Dudelange          | Luxemburgo | 2018 |
| División Nacional de Luxemburgo | F91 Dudelange          | Luxemburgo | 2019 |
| Copa de Luxemburgo              | F91 Dudelange          | Luxemburgo | 2019 |
| División Nacional de Luxemburgo | F. C. Swift Hesperange | Luxemburgo | 2023 |